# Bloque de Búsqueda (banda)
Bloque de Búsqueda o El Bloque fue un grupo colombiano de rock, formado por integrantes de La Provincia, banda que acompaña al cantante Carlos Vives. Su propuesta ha sido una notable influencia para los movimientos de música fusión que se han desarrollado en Colombia.

## Historia
Bloque de Búsqueda nació de la unión de músicos ya experimentados dentro del movimiento roquero de la ciudad de Bogotá, Colombia, los cuales fueron reunidos por Carlos Vives en "La Provincia", su banda de apoyo. Ellos eran Iván Benavides (quien desde 1981 conformó el dueto Iván y Lucíajunto con Lucía Pulido), Ernesto Ocampo Yepes (integrante de Mucho Indio y Hombre de Barro) y Carlos Iván Medina (integrante de Distrito Especial).
A ellos se vincularían otros músicos como la gaitera Maité Montero y el bajista Luis Ángel Pastor. De acuerdo con sus propios integrantes, la propuesta de El Bloque integró  influencias diversas de artistas como Los Gaiteros de San Jacinto, Totó la Momposina, Led Zeppelin y Caetano Veloso.
Con esa formación, de la mano de Gaira Música Local (sello de Carlos Vives al interior de la discográfica Sonolux) presentaron en 1996 su debut discográfico titulado Bloque de Búsqueda. Dentro de las canciones del álbum, la crítica musical elogió los cortes "No volveré", "El hedor", "Lo que sucede", "Nena" y el "Rap del rebusque".
El desarrollo de este proyecto, apadrinado por el sello Gaira, fue explicado así por Carlos Vives:

Esto del sello es realmente una propuesta que nace a partir de la fundación de La Provincia, como banda, lo que estábamos haciendo con Egidio en esos momentos llamó la atención de muchos de los músicos contemporáneos colombianos, especialmente los más jóvenes que se unieron a nuestro proyecto, que ya venían trabajando una música moderna con raíces colombianas, entonces, la Provincia era como un bus lleno de gente.

El impacto internacional del álbum Bloque de Búsqueda llevó a que en 1998 esta producción fuera reeditada (incluyendo nuevos temas) por Luaka Bop, sello dirigido por David Byrne, que también ha publicado trabajos de Los Amigos Invisibles, King Changó, Os Mutantes y Susana Baca. La banda, ahora denominada simplemente "El Bloque", realizó una extensa gira por Estados Unidos. Sin embargo, el grupo decidió disolverse debido a los compromisos de la mayoría de sus integrantes con La Provincia. Una de sus últimas presentaciones fue en la edición de 1999 de Rock al Parque.
En 2007, la revista Semana seleccionó el trabajo de El Bloque dentro de las 25 grabaciones colombianas más importantes del último cuarto de siglo.

## Integrantes
- Iván Benavides (voz, guitarra)
- Ernesto "Teto" Ocampo (guitarra)
- Maité Montero (gaita colombiana)
- Carlos Iván Medina (teclados)
- Luis Ángel Pastor (bajo)
- Pablo Bernal (batería)
- Mauricio Montenegro (Batería)
- Gilbert Martínez (percusión)
- Alfonso Robledo (bajo)

## Discografía
- Bloque de Búsqueda (Gaira/Sonolux, 1996)
- El Bloque (Luaka Bop, 1998)